# Bartolomeo Cristofori
Bartolomeo Cristofori di Francesco (Pádua, 4 de maio de 1655 – Florença, 27 de janeiro de 1731) foi um fabricante italiano de instrumentos musicais. Fabricante de cravos italiano nascido em Pádua, que na altura pertencia à República de Veneza, é conhecido como o inventor do piano.

## Biografia
Como um construtor de cravos e que desde criança adorava música, queria descobrir um jeito de conseguir maior dinâmica de sons, visto que o cravo não permitia diferenças de dinâmica (intensidade do som) devido ao seu mecanismo de toque. No final do século XVII o cravo ainda estava no seu apogeu. Com a possibilidade de se poder tocar em vários registos e com a extensão do teclado até às cinco oitavas, tudo se fez para tornar este instrumento no mais completo possível. Só lhe faltava as nuances de fraco e forte tocando, por exemplo, na mesma tecla com mais ou menos intensidade.
Em 1690, mudou-se de Pádua para Florença a convite do príncipe Fernando de Médici, para trabalhar como músico e fabricante de instrumentos musicais da corte toscana. Assim ele tinha seu primeiro projeto feito (1698) e apresentou seu primeiro cravo modificado (1702), e seu primeiro piano nos moldes primitivos dos de hoje (1709).
O novo instrumento foi denominado gravicembalo col piano e forte, expressão que em português se traduziria por cravo com piano e forte, logo simplificada para pianoforte dado possibilitar a execução de sons pianos (fracos) e sons fortes. Por este motivo na Itália, o piano é chamado pianoforte.
Novidade mostra o princípio básico por trás da criação de Cristofori. Por mais que ele em si não seja interativo, o destaque é exatamente como o apertar das teclas resulta na característica melodia. Pode parecer besteira, mas é exatamente esse o segredo do piano e que fez com que Bartolomeo Cristofori entrasse para a história.
Assim, foi em 1709 que Cristofori decidiu substituir as penas utilizadas no interior do instrumento por pequenos martelos, criando uma bela melodia e que trouxe mais vida às músicas tocadas por ele.
Ainda hoje são conhecidos quatro dos seus pianos originais fabricados nos anos seguintes (1710-1711). Mesmo depois da morte do Príncipe Fernando, ocorrida em 1713, Cristofori continuou ao serviço do Grão-Duque, Cosme III de Médici (pai de Fernando), até sua morte, ocorrida em Florença.

## Homenagem
Em reconhecimento à contribuição de Bartolomeo Cristofori para o desenvolvimento do piano, ele foi homenageado pelo Google com um Doodle no dia 4 de maio de 2015.